# اهتز
اهتز (به فرانسوی: Ahetze) یک کمون در فرانسه است که در Canton of Ustaritz واقع شده‌است.

## خصوصیات
اهتز ۱۱ کیلومترمربع مساحت و ۱٬۶۹۷ نفر جمعیت دارد و ۲۵ متر بالاتر از سطح دریا واقع شده‌است.